# Estadio FK Senica
El Štadión FK Senica también llamado OMS Arena Senica por razones de patrocinio, es un estadio de usos múltiples ubicado en la ciudad de Senica, Eslovaquia. Se utiliza principalmente para partidos de fútbol y es sede de los partidos del FK Senica de la Superliga Eslovaca. El estadio inaugurado en 1962 posee una capacidad de 5070 espectadores. Posee iluminación artificial de 1545 lux.
Desde 2014, el estadio lleva el nombre OMS Arena, después que el fabricante de artículos de iluminación OMS Lightning comprara los derechos.